# Clara Berenbau
Clara Berenbau   (Montevideo, 7 de novembre de 1980 - Montevideo, 24 d'abril de 2013) va ser una comunicadora, locutora, columnista, actriu, escriptora i periodista uruguaiana.

## Biografia
El 2005, Clara Berenbau va contreure matrimoni amb Daniel «Cuqui» Yaquinta a l'Església La Candelera de Punta del Este. Van ser pares de dos fills el 24 d'abril de 2012, Salvador i Guadalupe.
Va treballar a la televisió i va conduir els programes Vamos, emès per Canal 12, Cuatro Estaciones i Tiempo de Campo, aquests dos últims de Canal 5. Va ser columnista d'espectacles en els programes de televisió Hola Vecinos i Arriba Gente a Canal 10. En ràdio va conduir Viva la Tarde. En teatre va protagonitzar l'obra Estoy sola porque quiero.
El 2007 se li va diagnosticar càncer de mama. El 2011, l'editorial Palabra Santa va publicar Vivir con él, on Clara Berenbau va relatar en forma autobigráfica la seva experiència amb el càncer.
Va morir el 24 d'abril de 2013, als 32 anys, a Montevideo.

## Premis
- 2004 i 2005, Guanyadora del premi Joven Sobresaliente a la millor conductora.
- 2007 i 2010, Premi Iris a la més elegant.
- 2008, Premi Taliche al periodisme d'investigació.
- 2011, Premi Iris a la millor revista radial per Viva la Tarde.
- 2010, Guanyadora del Premi Dona de l'any a la millor periodista en ràdio.